# Gnamptodon sichotaealinicus
Gnamptodon sichotaealinicus är en stekelart som först beskrevs av Sergey A. Belokobylskij 1987.  Gnamptodon sichotaealinicus ingår i släktet Gnamptodon och familjen bracksteklar. Inga underarter finns listade i Catalogue of Life.